# Tommy Ivan Trophy
Il Tommy Ivan Trophy è stato un premio annuale assegnato dal 1963 al 1984 dalla Central Hockey League al miglior giocatore della stagione regolare. Il trofeo fu chiamato così in ricordo di Tommy Ivan, allenatore capace di guidare i Detroit Red Wings per tre volte alla conquista della Stanley Cup negli anni 1950.
Prima del 1974 il trofeo si chiamava semplicemente Most Valuable Player Award.

## Vincitori
| Most Valuable Player Award | Most Valuable Player Award                 | Most Valuable Player Award |
| Stagione                   | Giocatore                                  | Squadra                    |
| -------------------------- | ------------------------------------------ | -------------------------- |
| 1963-64                    | Jeannot Gilbert                            | Minneapolis Bruins         |
| 1964-65                    | Cesare Maniago                             | Minneapolis Bruins         |
| 1965-66                    | Art Stratton                               | St. Louis Braves           |
| 1966-67                    | Art Stratton                               | St. Louis Braves           |
| 1967-68                    | Bryan Watson                               | Houston Apollos            |
| 1968-69                    | Jim Lorentz                                | Oklahoma C. Blazers        |
| 1969-70                    | Danny Johnson                              | Tulsa Oilers               |
| 1970-71                    | André Dupont Peter McDuffe Gerry Ouellette | Omaha Knights              |
| 1970-71                    | Joe Zanussi                                | Fort Worth Wings           |
| 1971-72                    | Gregg Sheppard                             | Oklahoma C. Blazers        |
| 1972-73                    | Michel Cormier                             | Fort Worth Wings           |
| 1973-74                    | Chico Resch                                | Fort Worth Wings           |
| Tommy Ivan Trophy          |                                            |                            |
| Stagione                   | Giocatore                                  | Squadra                    |
| 1974-75                    | Wayne Schaab                               | Omaha Knights              |
| 1975-76                    | Ian McKegney                               | Dallas Black Hawks         |
| 1976-77                    | Barclay Plager                             | Kansas City Blues          |
| 1977-78                    | Doug Palazzari                             | Salt Lake Golden Eagles    |
| 1978-79                    | Ron Low                                    | KC Red Wings               |
| 1979-80                    | Doug Palazzari                             | Salt Lake Golden Eagles    |
| 1980-81                    | Joe Mullen                                 | Salt Lake Golden Eagles    |
| 1981-82                    | Bob Francis                                | Oklahoma C. Stars          |
| 1982-83                    | Kelly Hrudey                               | Indianapolis Checkers      |
| 1983-84                    | Bruce Affleck                              | Indianapolis Checkers      |
| 1983-84                    | John Vanbiesbrouck                         | Tulsa Oilers               |